# Islamisk kunst
Den islamiske kunst forener millioner mennesker fra vidt adskilte kulturer over hele verden. I virkeligheden er islamisk kunst ikke en religiøs kunst. Det drejer sig ikke om "Islam" som religion, men som kultur. Motiver og stilelementer dukker op overalt og krydser grænser, epoker og discipliner. Den rige kultur som blev skabt i middelhavsområdet og i Mellemøsten af grækere, romere, sasanider, kristne og jøder, lagde grunden til den islamiske kunst. Den islamiske verden blev arvtager til disse kulturer, da araberne i løbet af det 7. århundrede spredte den nye lære langs Middelhavets sydlige og østlige kyster og østpå ind i Asien. Mellemøsten fik på den måde også fornyede kontakter til områderne i Centralasien og tilmed helt til Kina via karavanehandelen langs Silkevejen.
Den islamiske kunsts karakter og formsprog udvikledes gennem påvirkning fra Islams nye verdensopfattelse, hvor billedet af en gud i menneskelig skikkelse blev erstattet af et abstrakt gudsbegreb. Det var mest inden for ornamentikken, der fik navnet "arabesk" i vesten, og kalligrafien, at den islamiske kunst fik sit karakteristiske udtryk. Islamisk kunst anvender ofte geometriske blomster- eller plantemønstre i en gentaget ornamentik. Disse abstrakte mønstre, ornamenter og geometriske stjerneformer er normalt uden motiv, sådan at den verdslige og åndelige tilværelse kan genspejle sig i dem som symboler på Guds skabelse. Når islamisk kunst ofte er abstrakt, skal det symbolisere Allahs overjordiske, udelelige og uendelige natur. Det ses ofte udtrykt i form af kalligrafiske ornamenter, der gengiver Allahs ord, som de er nedskrevet med arabisk skrift i Koranen.
Det er en almindelig myte, at islamisk kunst er underlagt et forbud mod overhovedet at vise mennesker eller dyr, men menneskeportrætter kan findes i alle områder med islamisk kunst. Der findes tilmed gengivelser af Muhammed, Islams profet, i ældre islamisk kunst. Derimod betragtes fremstilling af menneskebilleder, der er beregnet på tilbedelse, som billeddyrkelse, og det er ganske rigtigt forbudt i islamisk lov, eller sharia.
Davids Samling i København har en af den vestlige verdens væsentligste samlinger af islamisk kunst.

## Yderligere læsning
Hagedorn, Annette. "Art of the Islamic world", Islamic Art (1. udgave), Taschen GmbH 2009, Tyskland. ISBN 978-3-8228-5669-7.
von Folsach, Kjeld. "Kunst fra Islams Verden i Davids Samling", København 2001. ISBN 87-88464-19-9 .